# Ди Би Купер
Дэн Ку́пер (англ. Dan Cooper) — псевдоним не идентифицированного американского преступника, который 24 ноября 1971 года захватил самолёт Boeing 727-51 авиакомпании Northwest Orient Airlines, следовавший из Портленда в Сиэтл, получив выкуп в 200 тысяч долларов, выпустил пассажиров, заставил пилотов поднять самолёт в воздух, и выпрыгнул с парашютом примерно в 50 километрах на северо-восток от Портленда. Из-за журналистской ошибки угонщик стал известен как Д. Б. Купер (англ. D. B. Cooper, Ди Би Купер). 
Несмотря на продолжительное расследование, ФБР не удалось ни установить личность угонщика, ни выяснить его дальнейшую судьбу и, в июле 2016 года расследование было официально завершено.

## Самолёт

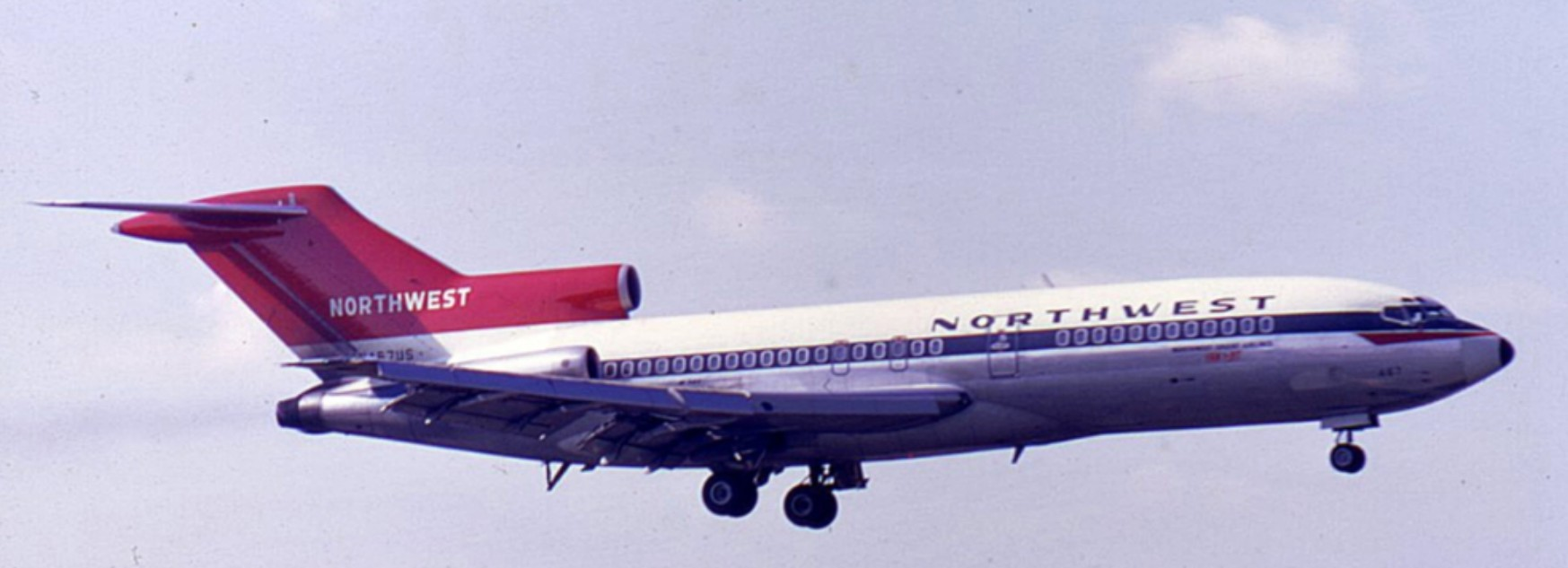
Угнанный самолёт (фото 29 декабря 1972)

Boeing 727-51 (регистрационный номер N467US) был выпущен в 1965 году (первый полёт совершил 9 апреля). 22 апреля того же года был передан авиакомпании «Northwest Orient Airlines». Оснащён тремя двигателями Pratt & Whitney JT8D-1.

## Экипаж
Состав экипажа рейса NW305 был таким:
- КВС — Уильям А. Скотт (англ. William A. Scott), 51 год. Очень опытный пилот, проработал в авиакомпании «Northwest Airlines» 20 лет.
- Второй пилот — Уильям «Билл» Дж. Ратачак (англ. William «Bill» J. Rataczak).
- Бортинженер — Гарольд Е. Андерсон (англ. Harold E. Anderson).

В салоне самолёта работали три стюардессы:
- Элис Хэнкок (англ. Alice Hancock) — старшая стюардесса,
- Тина Маклоу (англ. Tina Mucklow), 22 года.
- Флоренс Шаффнер (англ. Florence Shaffner), 23 года.

## Хронология событий

### Угон самолёта
В среду 24 ноября 1971 года, перед Днём благодарения в США, мужчина среднего возраста с чёрным кейсом в руках подошёл к стойке регистрации компании Northwest Orient Airlines в аэропорту Портленда и, назвавшись Дэном Купером, купил за 20 долларов наличными билет в один конец на получасовой рейс 305, следующий в Сиэтл. В самолёте он занял место 18C (по другим данным это было либо место 18E, либо 15D) в задней части салона, закурил и заказал бурбон с газировкой. Позже стюардессы Тина Маклоу и Флоренс Шаффнер, которые дольше всех провели время рядом с ним, дали следующее описание Купера: мужчина в возрасте где-то 40 лет, рост от 178 до 180 сантиметров, вес от 77 до 82 килограммов. На нём было лёгкое чёрное пальто, мокасины, тёмный костюм, аккуратно выглаженная белая рубашка с воротником, чёрный галстук с заколкой и перламутровая булавка. Глаза были карими и близко посаженными, кожа имела смугловатый оттенок.
Из аэропорта рейс 305, будучи заполненным на треть (не считая Купера и экипаж на нём было 36 пассажиров), вылетел в 14:50. Через 8 минут после взлёта Купер передал записку стюардессе Флоренс Шаффнер, которая ближе всех сидела к нему на откидном кресле, присоединённом к двери в хвостовой части самолёта. Она подумала, что Купер даёт ей свой номер телефона, поэтому, не читая, положила записку себе в карман. Но он наклонился ещё ближе и сказал: «Мисс, вам лучше взглянуть на записку. У меня бомба». Точная формулировка записки осталась неизвестной, потому что после прочтения Купер забрал её обратно, но её содержание, согласно показаниям Шаффнер, было примерно следующим: «У меня в портфеле бомба. Я использую её, если посчитаю необходимым. Я хочу, чтобы вы сели рядом со мной». Записка была написана фломастером и состояла из аккуратных заглавных печатных букв.
После прочтения Купер попросил Шаффнер сесть рядом с ним. Та выполнила его просьбу и тихо попросила показать ей бомбу. Купер открыл портфель, в котором стюардесса увидела устройство, которое описала как восемь красных цилиндров, прикреплённых к покрытым такой же красной изоляцией проводам, и большая цилиндрическая батарея. Закрыв портфель, угонщик попросил стюардессу передать пилотам свои требования: предоставить ему 200 тысяч долларов в 20-долларовых непомеченных купюрах, два набора парашютов, а также чтобы самолёт дозаправили, когда он приземлится в Сиэтле. Шаффнер передала инструкции Купера пилотам в кабине; когда она вернулась, Купер был в тёмных солнечных очках.
Пилот Уильям Скотт связался с управлением воздушного движения аэропорта Сиэтл-Такома, которое, в свою очередь, проинформировало местные и федеральные власти. Во избежание паники остальным пассажирам была объявлена ложная информация о том, что прибытие в Сиэтл будет задержано из-за «незначительных технических проблем». Глава Northwest Orient Airlines Дональд Найроп принял решение предоставить выкуп и дал сотрудникам указание выполнять требования угонщика. Самолёту пришлось летать над заливом Пьюджет-Саунд в течение приблизительно двух часов, чтобы у полиции Сиэтла и ФБР было достаточно времени собрать для Купера парашюты и выкуп, а также вызвать аварийный штаб.
Шаффнер позже свидетельствовала, что Купер, предположительно, был очень хорошо знаком с этой местностью; он узнал Такому, когда самолёт пролетал над ним, а также правильно упомянул наличие базы ВВС Маккорд-Филд в 20 минутах езды (в то время) от аэропорта Сиэтл-Такома. Со слов Шаффнер и другой стюардессы, Тины Маклоу, он вёл себя совершенно спокойно, уверенно и вежливо (Маклоу даже призналась, что Купер показался ей довольно милым в поведении), и совершенно не походил на стереотипные образы воздушных пиратов того времени. После раскрытия Купер заказал второй бурбон и воду, полностью оплатил свой счёт за напитки (и попытался дать Шаффнер сдачу), и предложил запросить питание для экипажа, пока самолёт будет дозаправляться в Сиэтле.
Агенты ФБР собрали деньги для выкупа из нескольких банков Сиэтла — 10 000 немаркированных 20-долларовых купюр, большинство из которых имели серийные номера, начинающиеся с буквы L (указывающей, что эти купюры были выпущены Федеральным банком Сан-Франциско), и были из серии 1963A и 1969. Каждая купюра прошла сканирование для микроформы. Парашюты изначально хотели доставить с Маккорд-Филд, но Купер их отклонил, попросив обычные гражданские парашюты с рипкордами. Полиция Сиэтла добыла их в местной школе парашютного спорта.

### Освобождение пассажиров в обмен на выполнение условий
В 17:24 угонщику сообщили, что его требования выполнены. Он разрешил пилотам посадить самолёт в международном аэропорту Сиэтл-Такома. Рейс 305 приземлился в 17:39. Затем Купер приказал пилотам рулить самолёт на отдалённую секцию ВПП и погасить огни в кабине, чтобы снайперы не могли видеть происходящее в ней. Купер потребовал от УВД Сиэтла послать человека с деньгами и четырьмя парашютами к самолёту без сопровождения. Служащий доставил деньги и парашюты через дверь в хвостовой части самолёта. Затем Купер отпустил всех пассажиров, Шаффнер и третью стюардессу, Элис Хэнкок.
Во время дозаправки Купер изложил свой план полёта экипажу: курс на юго-восток в сторону Мехико на минимально возможной скорости, примерно 185 км/ч; максимальная высота 3000 метров. Далее он уточнил, чтобы шасси оставались выпущенными, закрылки крыла были опущены на 15 градусов, а кабина оставалась негерметичной. Второй пилот Уильям Ратачак объяснил Куперу, что дальность полёта самолёта рассчитана на 1600 километров, а значит, им всё равно будет необходима ещё одна дозаправка перед входом в воздушное пространство Мексики. Купер и экипаж обсудили варианты и в итоге договорились совершить посадку для дозаправки в Рино в штате Невада.
В ФБР были озадачены планами Купера и его запросом на четыре парашюта, так как это означало, что на борту у него мог быть сообщник и в то же время наводило на мысль, что он спрыгнет с одним из заложников. До этого в известной американской истории никто ни разу не пытался прыгнуть с парашютом из угнанного пассажирского самолёта. Пока самолёт заправляли, чиновник федерального управления гражданской авиации, который хотел объяснить Куперу последствия воздушного пиратства, подошёл к двери самолёта и попросил у Купера разрешение зайти на борт. Тот отклонил просьбу чиновника. Угонщик подозрительно отнёсся к тому, что заправка всё ещё не была закончена, хотя прошло уже 15 минут (это было вызвано блокировкой паров в насосном механизме топливозаправщика). Он пригрозил взрывом, из-за чего команда заправщиков оперативно попыталась ускорить, а затем завершила процесс дозаправки.

### Прыжок

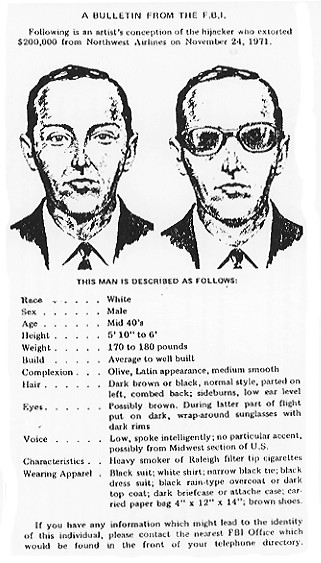
Плакат ФБР о розыске Д. Б. Купера

Компьютерная реконструкция прыжка Дэна Купера из самолёта

Открыв заднюю дверь самолёта и выдвинув лестницу, Купер приказал пилоту взлетать. FAA выразил протест на том основании, что взлетать с развёрнутой кормовой лестницей небезопасно. Купер возразил, что это на самом деле безопасно, но спорить не стал, пообещав, что уберёт лестницу, как только они окажутся в воздухе.
Примерно в 19:40 самолёт взлетел. Во время взлёта Купер попросил Тину Маклоу пройти в кабину пилотов и закрыть дверь. Уходя, Маклоу заметила, что Купер что-то повязывал вокруг своей талии. Одновременно рядом с базой Маккорд-Филд были подняты два истребителя F-106, которые полетели позади самолёта так, чтобы Купер не мог их увидеть через иллюминаторы. Какое-то время за самолётом летел тренировочный Lockheed T-33, но недалеко от границы Орегона и Калифорнии ему пришлось оставить слежку из-за нехватки топлива. В общей сложности за самолётом Boeing 727-51 следили пять военных самолётов.
Примерно в 20:00 в кабине пилотов загорелась сигнальная лампочка, указывающая на то, что был активирован кормовой воздушный лестничный аппарат. Через систему внутренней связи самолёта экипаж поинтересовался у Купера, не требуется ли ему помощь, на что Купер ответил резким отказом. Вскоре экипаж заметил изменение давления воздуха, указывающее на то, что кормовая дверь была открыта. Примерно в 20:13 хвостовая часть самолёта внезапно подалась вверх настолько, что экипажу срочно пришлось выравнивать самолёт. Примерно в 22:15 самолёт сел в аэропорту Рино, хвостовой трап самолёта всё это время был развёрнут. Агенты ФБР, полицейские штата, помощники шерифа и полиция Рино окружили самолёт, поскольку ещё не было точно установлено, что Купера больше нет на борту, но вооружённый обыск быстро подтвердил его отсутствие. С этого момента Купера больше никто из пилотов не видел.

### Расследование
Проведя обыск внутри самолёта, агенты ФБР обнаружили 66 неопознанных отпечатков пальцев, чёрный галстук Купера, его перламутровый зажим для галстука и восемь окурков сигарет с фильтром марки «Рэли» (галстук и зажим не были обнародованы почти 20 лет, в то время как окурки таинственно пропали из материалов дела и до сих пор не найдены). Также обнаружилось, что из двух наборов парашютов Купер взял только один — у основного парашюта из оставленного набора две его подвески были отрезаны от купола. В 2007 году ФБР раскрыли, что из двух основных парашютов Купер почему-то взял самый старый, а из запасных он по какой-то причине взял тот, который даже не работал: это был «тренировочный макет», используемый в качестве учебного пособия в демонстрационном классе — в ФБР пояснили, что он попал в выкуп Купера по ошибке, но при этом заметили, что этот нерабочий парашют имел специальные метки, благодаря которым человек, профессионально занимающийся парашютным спортом, сразу бы понял, что он недействующий. Основываясь на показаниях Маклоу, которая видела после взлёта, как Купер что-то повязывал вокруг пояса, в ФБР пришли к выводу, что это были те самые подвески от второго парашюта, с помощью которых Купер, вероятно, привязал к себе сумку с деньгами. В апреле 2013 года Эрл Косси, владелец парашютной школы, которая предоставила Куперу парашюты, был найден мёртвым в своём доме в пригороде Сиэтла в Вудинвилле. Смерть наступила от тупой травмы головы. Хотя высказывались гипотезы, что его смерть могла быть хотя бы косвенно связана с Купером, никаких доказательств этого найдено не было, и полиция Вудинвилла в конечном итоге объявила, что наиболее вероятным мотивом убийства была кража со взломом.
Пилоты всех пяти самолётов дали показания, что не видели, чтобы Купер выпрыгивал из самолёта. Впоследствии выяснилось, что в период предполагаемого времени прыжка Купера самолёт проходил через грозовую область, отгороженную от любых источников света с земли покровом облаков. Вследствие плохой видимости прыжок не был замечен истребителями F-106 ВВС США, сопровождавшими самолёт. Проведя следственный эксперимент, ФБР дало заключение, что Купер выпрыгнул именно в 20:13, когда хвостовая часть самолёта внезапно подалась вверх, что, возможно, было вызвано тем, что хвостовой трап отклонился под весом Купера в момент прыжка. В этот самый момент самолёт пролетал через ливень над рекой Льюис в юго-западной части штата Вашингтон.
Точный район поиска места приземления Купера определить было трудно, так как даже небольшие различия в оценках скорости самолёта или условий окружающей среды вдоль траектории полёта (которые значительно варьировались в зависимости от местоположения и высоты) значительно меняли прогнозируемую точку посадки. Самой важной отсутствующей деталью было время, которое Купер провёл в свободном падении, прежде чем у него раскрылся парашют (если раскрылся). Предполагалось, что он приземлился на юго-востоке, около озера Мервин, в 48 километрах севернее Портленда (45°57′ с. ш. 122°39′ з. д.). Тщательное прочесывание местности не дало результатов — поиски были настолько тщательными, что в одной заброшенной постройке в Округе Кларк был обнаружен скелетированный труп девочки-подростка, которая пропала за несколько недель до этого. Дальнейшие расследование и эксперименты показали, что настоящая зона приземления Купера могла располагаться юго-восточнее изначальной в районе водостока реки Уошугал, но и там аналогично ничего не было найдено (высказывалось предположение, что извержение вулкана Сент-Хеленс в 1980 году могло уничтожить какие-либо физические улики).
Серийные номера всех купюр были разосланы во все игорные дома, банки и прочие заведения с большим денежным оборотом США, но ни одна из купюр так и не была замечена.
Одновременно местная полиция начала поиск подозреваемых. Одним из первых, попавших под подозрение, был некий Ди-Би Купер из Орегона, до этого имевший небольшие правонарушения. Полиция связалась с ним, чтобы проверить его алиби, а заодно убедиться, что его преступления были совершены им же, а не угонщиком, который мог использовать его имя. Хотя он был быстро исключён из списка подозреваемых, но местный репортёр Джеймс Лонг, спеша сделать репортаж, не разобрался в ситуации и нарёк угонщика именем «Ди-Би Купер», которое тут же подхватили другие СМИ, из-за чего именно под таким именем Купер и вошёл в историю.
Купер найден не был, равно как и его портфель с бомбой, деньги и два других парашюта. Люди, с которыми Купер взаимодействовал на борту самолёта и на земле, были допрошены для составления фоторобота. По состоянию на 2009 год, ФБР утверждает, что рисунок представляет собой точное подобие Купера, потому что многие лица, опрошенные одновременно в разных местах, дали практически идентичные описания. В 2011 году, однако, были обнародованы показания пассажира Роберта Грегори, который сидел в самолёте напротив Купера — согласно им, волосы Купера были не прямыми, как на фотороботе выше, а волнистыми; пиджак был красновато-коричневым с широкими лацканами (Маклоу и Шаффнер просто описали его как тёмный); а тёмные очки были в роговой оправе.

## Варианты дальнейшей судьбы угонщика

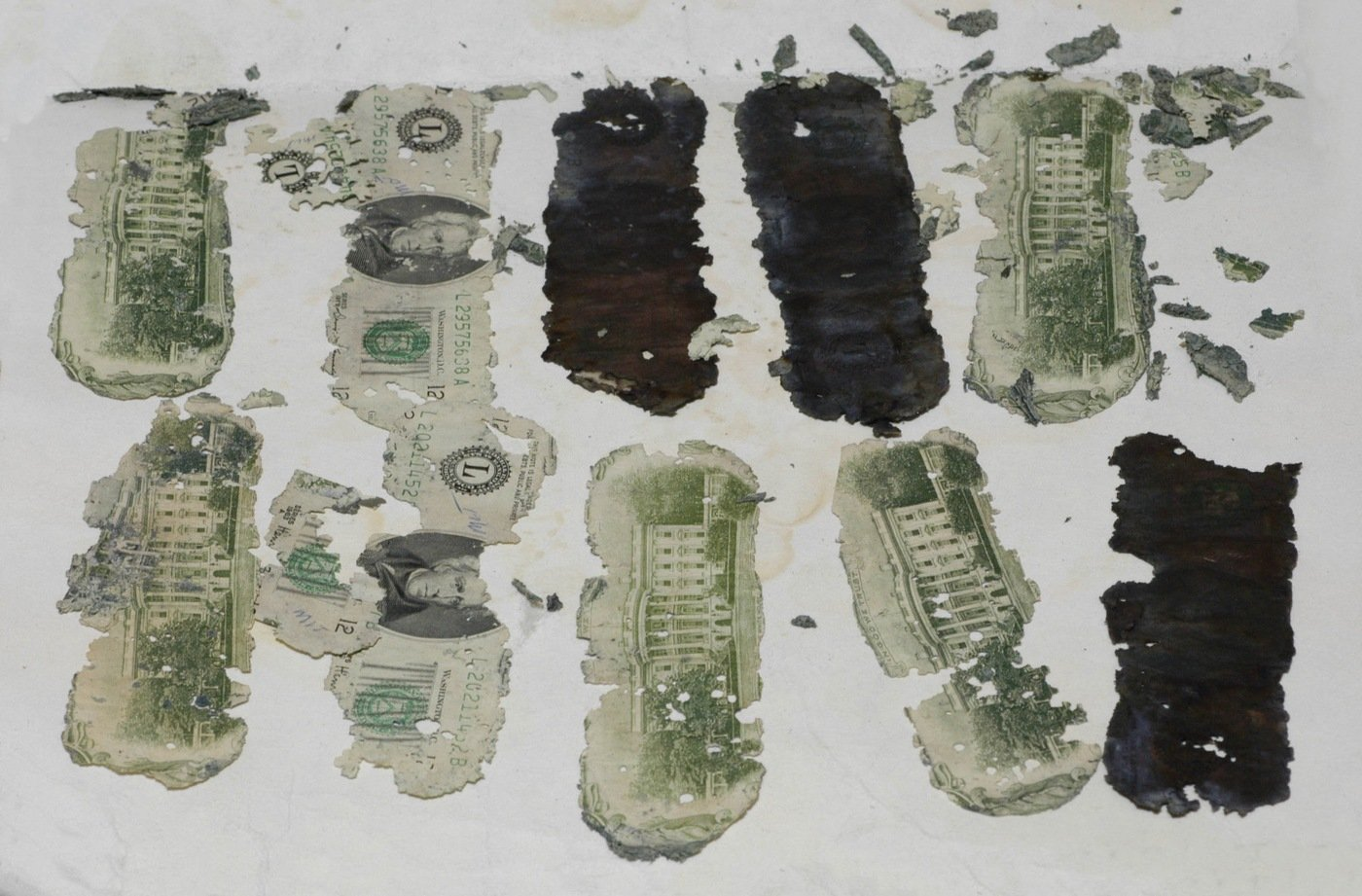
Купюры, найденные Ингрэмами

Через три недели после угона рейса NW305 в редакцию газеты Los Angeles Times пришло письмо следующего содержания:

Я вовсе не современный Робин Гуд. К несчастью, мне осталось жить лишь четырнадцать месяцев. Угон самолёта был для меня самым быстрым и выгодным способом обеспечить последние дни своей жизни. Я ограбил авиакомпанию не потому, что считал такой шаг романтическим или героическим. Ради подобных глупостей я никогда не пошёл бы на такой огромный риск. Я не осуждаю людей, которые ненавидят меня за мой поступок, не осуждаю и тех, кто хотел бы видеть меня пойманным и наказанным, тем более что этого никогда не произойдёт. Я не сомневался, что меня не поймают. Я уже несколько раз летал на различных маршрутах. Я не собираюсь залегать на дно в каком-нибудь старом, затерянном в лесной глуши городишке. И не подумайте, что я психопат: за свою жизнь я не получил даже штрафа за неправильную парковку.

Однако многие сомневались, что письмо было написано действительно Купером, а не каким-то шутником. После этого случая в редакции разных газет пришло ещё несколько анонимных писем якобы от Купера, правда, они сильно отличались по стилю и содержанию друг от друга.
В остальном же в период с 1978 по 2017 года было найдено только четыре улики (две прямых и две косвенных), связанных с Купером:
- В ноябре 1978 года некий охотник обнаружил около лесовозной дороги плакат с инструкциями по спуску кормовой лестницы у самолётов Boeing 727. Место находки было примерно в 21 км к востоку от Касл-Рока и к северу от озера Мервин — то есть, как раз в пределах основной траектории полёта рейса 305.
- 10 февраля 1980 года восьмилетний Брайан Ингрэм отдыхал со своей семьёй на реке Колумбия на пляже Тина-Бар (примерно в 14 км вниз по течению от Ванкувера, штат Вашингтон, и в 32 км к юго-западу от Ариэля). Разгребая песчаный берег, чтобы развести костёр, Ингрэм обнаружил три пакета с деньгами. Эксперты из ФБР позже подтвердили, что эти деньги являются частью того самого выкупа, собранного для Купера: две пачки по 100 20-долларовых купюр и третья пачка из 90 20-долларовых купюр. Хотя большая часть купюр была значительно изорвана, все три пачки до сих пор были скреплены резинками и, как было установлено, все купюры лежали именно в том порядке, в каком их и сложили изначально. В 1986 году, после длительных переговоров, часть денег была поделена поровну между семьёй Ингрэм и страховщиком Northwest Orient Airlines, в то время как ФБР оставило себе четырнадцать купюр в качестве доказательств. В 2008 году взрослый Брайан Ингрэм продал пятнадцать купюр на аукционе примерно за 37 000 долларов. Оставшиеся 9710 купюр до сих пор не найдены. Сегодня их серийные номера публично доступны в Интернете.
- Местонахождение купюр подтверждало версию, что Купер мог приземлиться в районе водостока реки Уошугал, поскольку она сливается с рекой Колумбия выше по течению от того места, где были найдены купюры. Армейский Корпус Инженеров-Гидрологов США заявил, что внешний вид купюр говорит о том, что пакеты с пачками не закапывали на Тина-Бар намеренно — их прибило течением к пляжу и вмыло в песок естественным образом. Однако это не объясняло, почему только часть денег оказалась в воде и почему в одной пачке не хватало 10 купюр. Предметом споров стал и период времени, когда пакеты с пачками оказались на пляже. Главный следователь ФБР в отставке Ральф Химмельсбах заметил, что пакеты с пачками могли проплавать максимум два года после прыжка Купера, потому что в противном случае резинки, опоясывающие пачки, испортились бы. В конечном итоге группа Тома Кайе (см. ниже) постановила, что с момента прыжка и до прибытия к берегу прошло меньше года. Шериф округа Каулиц предположил, что Купер мог случайно обронить эти три пакета во время прыжка. Однако на пачках были найдены остатки Диатомовых водорослей, которые цветут только весной, из чего был сделан вывод, что в воду деньги попали по крайней мере через четыре месяца после угона.
- В 2017 году Томас Колберт, который возглавил группу сыщиков-добровольцев, занимающихся собственными расследованиями нераскрытых дел, объявил, что они нашли ремешок и кусок поролона из парашюта Купера. Колберт отказался раскрывать место, где они были найдены, заявив только, что нашёл их после собственного расследования, так как с согласия ФБР он получил доступ к материалам дела. Сообщается, что ФБР приняло находки на рассмотрение, но никаких официальных заявлений на данный момент не сделало.

## Последствия

### Вопросы безопасности
После случая с Д. Б. Купером все самолёты Boeing 727 были снабжены несложным устройством, которое, отклоняясь под действием набегающего потока воздуха, во время полёта препятствует открытию выхода в хвостовой части. Это устройство получило название «лопатка Купера».
В коммерческой авиации США были усилены меры безопасности вплоть до того, что отныне авиакомпаниям были даны официальные полномочия обыскивать пассажиров и их багаж на предмет оружия и взрывчатых веществ. Меры возымели действия — если в 1972 году в США была зафиксирована 31 попытка угона самолёта (в 19 случаях угоны совершались с целью вымогательства денег, в остальных — с целью побега на Кубу; в 15 случаях угонщики предпринимали попытки выпрыгнуть из самолёта, как это сделал Купер), то в 1973 году таких попыток было зафиксировано всего две (в обоих случаях угонщиками оказались психически нездоровые люди; один из них хотел угнать самолёт с целью протаранить Белый Дом и убить тогдашнего президента США Ричарда Никсона). Последний случай подобного угона произошёл в 1983 году.

### Дальнейшая судьба самолёта

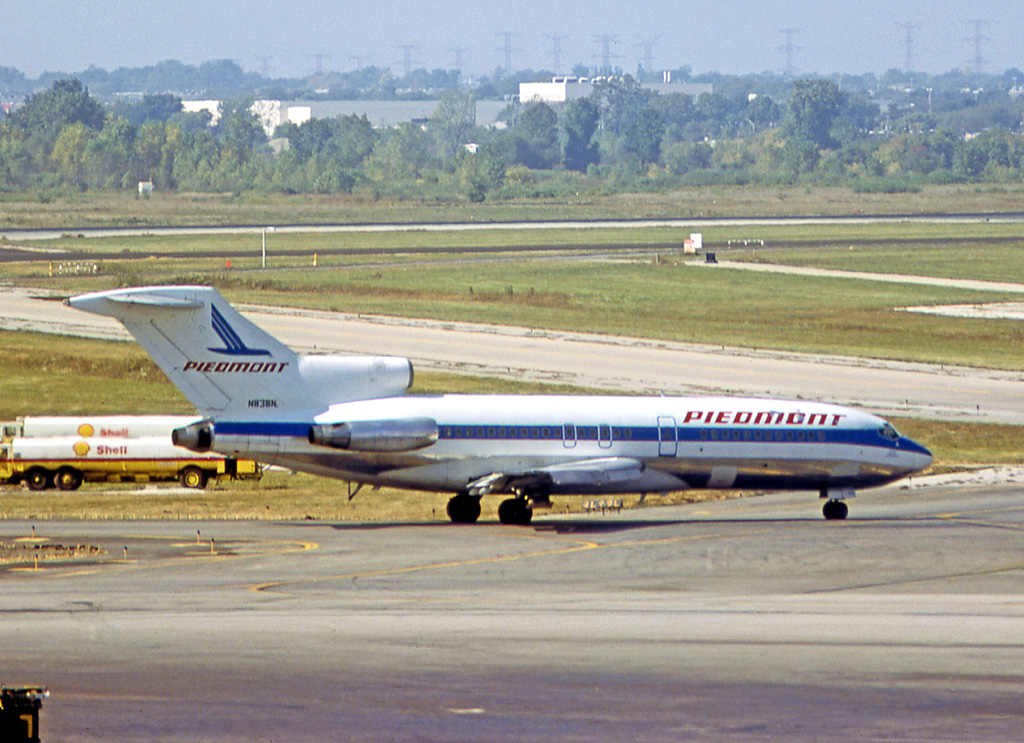
Захваченный самолёт в 1979 году (в период работы в Piedmont Airlines)

Boeing 727-51 борт N467US после захвата продолжил эксплуатироваться авиакомпанией Northwest Airlines. 6 июня 1978 года с б/н N838N был куплен авиакомпанией Piedmont Airlines, от которой сдавался в лизинг авиакомпаниям «United Technologies» (с 1 декабря 1982 года по 1 мая 1983 года), «Flight Dynamics» (с 1 мая 1983 года по сентябрь 1984 года) и «Key Airlines» (с сентября 1984 года по май 1985 года). В мае 1985 года был списан и в 1996 году разделан на металлолом.

## Анализы ДНК
В конце 2007 года ФБР объявило, что её экспертам удалось составить частичный профиль ДНК на основе трёх органических образцов (два маленьких и один большой), найденных на зажиме для галстука в 2001 году — разумеется, при условии, что образцы принадлежали именно Куперу.
В марте 2009 ФБР объявило, что палеонтолог из Музея естественной истории и культуры Берка в Сиэтле Том Кей собрал команду волонтёров (включая научного иллюстратора Кэрол Абрачинскас и металлурга Алана Стоуна) для собственного расследования и ему был дан полный доступ к уликам — впоследствии группу стали именовать «Исследовательская группа Купера». Команда Кея провела исследования, используя систему GPS, спутниковые снимки и прочие технологии, которые в 1972 году доступны не были. Хотя никакой, по сути, новой информации о местонахождении недостающей части выкупа или места приземления Купера им найти не удалось, в то же время им удалось с помощью микроскопии найти на галстуке Купера множество мелких частиц, частично проливающих свет на то, в каких местах обладатель галстука (если всё это время его носил только Купер) появлялся до угона. Так им удалось найти на галстуке споры ликоподия (эти споры активно используют в медицине, поэтому, вероятно, галстук имел контакт с неким фармацевтическим продуктом), а также фрагменты висмута и алюминия.
В ноябре 2011 года Кей объявил, что на галстуке были найдены частицы чистого титана — поскольку в 1970-х доступ к титану широко имелся только на химических предприятиях и металлообрабатывающих заводах, то Купер мог быть химиком или металлургом (но поскольку следы были найдены на галстуке, то Купер, видимо, был инженером или менеджером на соответствующем предприятии).
В январе 2017 года Кей и его команда объявили, что на галстуке также были обнаружены частицы редкоземельных минералов, такие как сульфид церия и стронций — в 1970-х такие элементы применялись в разработке сверхзвукового Boeing 2707 (разработка была свёрнута за год до угона), что предполагает, что Купер мог быть работником компании «Boeing» (это в целом объясняло, откуда Купер так хорошо знал техническую составляющую самолёта). Другими предприятиями, которые использовали в то время такие элементы, были портлендские отделения фирм «Teledyne Technologies» и «Tektronix», которые использовали эти элементы в изготовлении электронно-лучевых приборов.

## Личность Купера
По причине того, что в процессе угона самолёта никто из заложников не пострадал, ровно как и сам самолёт не получил никакого серьёзного урона, то в 1976 году должен был завершиться срок давности преступления. Разразившаяся дискуссия в итоге привела к тому, что в ноябре 1976 года Большое Жюри Портленда заочно предъявило Куперу обвинение и постановило, что если когда-нибудь Купера найдут, то (при условии, что он будет жив на момент ареста) он будет обязан предстать перед судом.
На основе всех материалов по делу ФБР составило про Купера следующие характеристики:
- Купер, вероятно, был левшой, так как зажим на его галстуке был защёлкнут с левой стороны.
- Купер хорошо знал окрестности Сиэтла, потому что, будучи в самолёте, узнал с высоты Такому.
- Купер мог быть ветераном ВВС США, потому что знал тогдашнее местоположение базы ВВС Маккорд-Филд. Это также объясняло, откуда у него могли быть навыки парашютиста.
- Купер вполне мог, или планировал, затаиться путём того, что после угона вернулся к прежней жизни, для чего очень удачно выбрал день угона. День Благодарения празднуется по четвергам и является выходным днём, тогда как последующие три дня тоже являются выходными — за этот период у Купера было предостаточно времени, чтобы выбраться из леса и вернуться домой до понедельника.
- Купер возможно специально попросил два набора парашютов, чтобы внушить ФБР, что он может спрыгнуть вместе с заложником — таким образом он заранее обезопасил себя от того, чтобы ему дали неисправный парашют.
- Купер хорошо знал устройство самолётов типа Boeing. Он специально выбрал самолёт 727-100, потому что тот идеально подходил для задуманного: его конструкция имела так называемую «одноточечную заправку» (новшество того времени, которое позволяло заправлять все топливные баки самолёта через один топливный порт разом, что сокращало время заправки); все три двигателя располагались выше уровня кормового трапа; кормовой трап можно было открыть во время полёта с помощью переключателя, который расположен там же в хвосте самолёта (причём в таких случаях закрыть трап путём управления из кабины пилота было невозможно). В общем и целом Купер обладал о самолётах знаниями, которые были больше свойственны специалисту отрасли, чем рядовому гражданину.
- Имя «Дэн Купер» угонщик мог позаимствовать у героя одноимённой франко-бельгийской серии комиксов под авторством Альбера Вейнбера и Жана-Мишеля Шарли. Комиксы повествовали о героическом пилоте Королевских ВВС Канады. Однако эти комиксы выпускались только на французском языке, никогда не переводились на английский и в США не продавались, на основе чего был сделан вывод, что Купер какое-то время мог жить в Европе или Канаде, где в некоторых регионах распространен французский язык. Некоторые сюжетные линии комикса, совпадают с аспектами дела Д. Б. Купера, в том числе прыжок из самолета с парашютом, а также выкуп, доставленный в рюкзаке.
- Том Кайе и его группа отметили, что когда Купер назвал Флоренс Шаффнер сумму выкупа, то, с её слов, он упомянул не доллары, а «Negotiable American Currency» (свободно обращающуюся американскую валюту) — такие словесные обороты не свойственны тем, кто родился, вырос или всю жизнь прожил в США. Отталкиваясь от теории про комиксы о Дэне Купере, Кайе и его группа выяснили, что эти комиксы продавались в то время в Канаде (так как они были написаны на французском, то, вероятно, продавались в Квебеке), а поскольку никто из свидетелей не заметил у Купера какого-либо ярко выраженного акцента, то они сделали вывод, что Купер мог быть родом из Канады.

Хотя ФБР в начале расследования придерживалось мнения, что Купер был профессиональным парашютистом, последний глава следственного комитета по делу до его роспуска в 2016 году Ларри Карр объявил, что в конечном итоге ФБР отмела версию о профессиональных навыках Купера. С профессиональной точки зрения прыжок Купера был чистой воды самоубийством: стоял ноябрь и самолёт пролетал через грозовую область, из-за чего за бортом стояла соответствующая температура (по их данным, температура ветра была 15 градусов по Фаренгейту, −10 по Цельсию), но Купер спрыгнул, будучи одетым лишь в деловой костюм и мокасины, и со старым парашютом и нерабочим запасным. Но даже если предположить, что Купер пережил прыжок, в одиночку выжить в горах в это время года он бы не смог, у него должен был быть на земле сообщник, но даже при наличии последнего прыжок был самоубийством: был поздний вечер, самолёт пролетал над нежилой территорией без ярких источников освещения, из-за чего Купер в прямом смысле слова прыгал в неизвестность, не имея никакого представления о том, над каким ландшафтом в данный момент пролетает самолёт. В общем и целом ФБР больше склонялось к мысли, что Купер не пережил падение, и в период расследования попыталось искать его в числе тех жителей штата, которые пропали без вести в тот четырёхдневный период, но таких людей обнаружено не было.
Другие противоречия, отмеченные ФБР, включали тот факт, что Купер потребовал денежный выкуп: Купер потребовал немаркированные купюры, но весьма маловероятно, чтобы он не знал, что даже в таком случае деньги всё равно будут отслежены по индивидуальным номерам. Некий местный журналист выдвинул версию, что пакеты с деньгами, которые нашли на Тина-Бар, скорее всего, выбросил сам Купер, когда понял, что не сможет ими воспользоваться.

## Подозреваемые
В период с 1971 по 2016 года ФБР проверило больше тысячи подозреваемых на роль Купера — одни заявляли прямо при жизни, что они являются Купером, другие делали это якобы на смертном одре, третьи же вообще не делали никаких признаний и о «тождествах» заявляли их родные и близкие из-за соответствующих подозрений. Ни в одном случае не было найдено никаких прямых доказательств, чтобы предъявить им обвинения.

### Тед Брейден
Теодор Бердетт Брейден-младший (англ. Theodore Burdette Braden, Jr.; 24 сентября 1928 — 21 июня 2007) — был спецназовцем во время войны во Вьетнаме, мастером прыжков с парашютом и преступником. Родившись в Огайо, Брейден впервые вступил в армию в возрасте 16 лет в 1944 году, служа в 101-м воздушно-десантном полку во время Второй мировой войны. В конце концов он стал одним из ведущих военных парашютистов, часто представляя армию на международных турнирах по прыжкам с парашютом (согласно армейским записям, он совершил 911 прыжков). В 1960-х годах Брейден был руководителем группы в MACV-SOG — сверхсекретном подразделении спецназа США, созданном для ведения спецопераций и действовавшим во время Вьетнамской войны в различных странах. Он также служил военным инструктором по прыжкам с парашютом, обучая технике свободного падения членов проекта Дельта. Брейден провел 23 месяца во Вьетнаме, проводя секретные операции как в Северном, так и в Южном Вьетнаме, а также в Лаосе и Камбодже. В декабре 1966 года Брейден дезертировал из своего подразделения во Вьетнаме и отправился в Конго, чтобы служить наёмником, но был арестован там агентами ЦРУ и отправлен обратно в США для предания военному суду. Хотя дезертирство рассматривалось как тяжкое преступление, Брейден отделался лишь тем, что в 1967 году был уволен с почётом и ему было запрещено повторно поступать на военную службу — таким образом ЦРУ заставило его хранить в секрете тайну о деятельности MACV-SOG.
В 1967 году Брейден стал героем статьи в октябрьском выпуске журнала «Ramparts». В статье коллега Брейдена по спецназу Дон Дункан описал его как человека с «тайным желанием смерти», который «постоянно подвергает себя ненужной опасности, но, кажется, всегда выходит сухим из воды» — Дункан утверждал, что Брейден во время прыжков всегда пренебрегал правилами безопасности. Он также утверждал, что во Вьетнаме Брейден зарабатывал деньги тем, что часто «участвовал в сомнительного рода сделках».
О жизни Брейдена после армии мало что известно. На момент угона он работал водителем грузовика компании «Consolidated Freightways», штаб-квартира которой находилась в Ванкувере недалеко от предполагаемой зоны приземления Купера. В какой-то момент в начале 1970-х годов он стал фигурантом дела ФБР по поводу его кражи 250 000 долларов во время затеянной якобы им аферы с грузоперевозками, однако никаких официальных обвинений ему так и не было предъявлено. В 1980 году Федеральное большое жюри присяжных предъявило Брейдену обвинение в том, что он перегнал из Аризоны в Массачусетс фуру с краденным грузом, но приговор остался неизвестным. В 1982 году Брейден был арестован в Пенсильвании за вождение угнанного автомобиля с фиктивными номерами и за отсутствие водительских прав. В конце 1980-х Брейден в конечном итоге был отправлен в федеральную тюрьму Пенсильвании за неафишированное преступление.
О себе, как о Купере, Брейден никогда не заявлял. О тождестве публично в разное время заявили Дрю Бисон (в своей книге «Paratrooper of Fortune») и Стивен Мур (в своей книге «Uncommon Valor»), которые в свою очередь ссослались на то, что в военных кругах США якобы очень часто циркулировали слухи о том, что именно Брейден мог быть Купером. В целом Брейден совпадал по многим внешним данным с Купером и отличался лишь ростом: его военные записи показывают, что его рост был 173 сантиметра, но Бисон теоретизирует, что Брейден в момент измерения роста был без обуви и в роли Купера мог носить обувь на высокой подмётке. ФБР кандидатуру Брейдена на данный момент не прокомментировало.

### Уильям Госсетт
Уильям Пратт Госсетт (англ. William Pratt Gossett; 29 июля 1930 — 1 сентября 2003) — был ветераном сил морской пехоты, армии и ВВС, который воевал в Корее и Вьетнаме. Его военный опыт включал в себя продвинутую подготовку к прыжкам с парашютом и выживание в дикой природе. После увольнения с военной службы в 1973 году он работал инструктором в корпусе подготовки офицеров запаса, преподавал военное право в Государственном Университете Вебер в Огдене в штате Юта и вёл радио-ток-шоу в Солт-Лейк-Сити, в котором обсуждались паранормальные явления.
При жизни Госсетт очень рьяно интересовался делом Купера и насобирал большую коллекцию газетных статей о нём. Согласно одной из его жён, Госсетт однажды сказал ей, что он знает об этом деле «достаточно много, чтобы написать Куперу эпитафию». После его смерти целых пять человек (три его сына, отставной судья Юты и госзащитник из Солт-Лейк-Сити, который был другом Госсетта) заявили, что под конец жизни Госсетт признался им, что это он Купер. Фотографии Госсетта, сделанные в начале 1970-х, действительно имеют большое сходство с фотороботом Купера. Личностью Госсетта заинтересовался адвокат Гэйлин Кук, который начал собирать о нём информацию. Так ему удалось узнать, с его слов, что однажды Госсетт показал своим сыновьям ключ от банковской ячейки в Ванкувере, в которой, как он утверждал, находились давно пропавшие деньги из выкупа. Старший сын Госсета, Грег, сказал, что как раз перед Рождеством 1971 года, через несколько недель после угона, его отец показал ему большие пачки денег — он пояснил, что Госсетт был игроманом и часто играл в Лас-Вегасе. В 1988 году Госсетт изменил свое имя на Вольфганг и стал римско-католическим священником, что Кук интерпретировал как попытку скрыть свою личность.
Другие косвенные доказательства включают показания, которые Кук якобы получил от пассажира Уильяма Митчелла — с его слов, тот сообщил ему, что у Купера была некая «деталь физического характера», и которую Кук, по его словам, нашёл у Госсетта, но саму «деталь» так и не раскрыл. Кук также утверждал, что нашёл нечто, что возможно могло служить доказательством того, что письма в газеты после угона присылал Госсетт.
Ларри Карр объявил, что Уильям Госсетт является крайне неоднозначным кандидатом на роль Купера. ФБР не смогло найти никаких весомых доказательств его причастности и даже не смогло достоверно установить его местонахождение в день угона — Карр пояснил, что единственные доказательства, это лишь слова других людей о том, что Госсетт якобы признался им.

### Барбара Дэйтон
Барбара Дэйтон (англ. Barbara Dayton), урождённая Роберт Дэйтон (англ. Robert Dayton; 1926—2002) — была библиотекарем Вашингтонского университета и занималась на досуге пилотированием. Будучи рождённым мужчиной, Дэйтон в 18 лет попытался вступить в ВВС, потому что обожал полёты, но не прошёл по зрению и пошёл служить в торговый флот США. Участвовал во Второй мировой войне. После увольнения Дейтон перебивался различными заработками, работая со взрывчатыми веществами в строительной отрасли или механиком в автосервисах и параллельно занимался парашютным спортом. Он стремился к профессиональной авиакарьере, но не смог получить лицензию коммерческого пилота, потому что провалил вступительные тесты в ФАА, однако в 1959 году сумел получить лицензию частного пилота. В конце 1969 года перенёс операцию по смене пола, став таким образом Барбарой Дэйтон.
Публично о себе, как о Купере, никогда не заявляла. Заявление сделали супруги Пэт и Рон Форманы в 2008 году, выпустив книгу «Легенда о Ди Би Купере». В ней они рассказали, что познакомились с Дэйтон в 1977 году. Спустя два года та решилась им доверить свою тайну и рассказала, что это она была Купером, замаскировавшись на время угона под мужчину. С её слов она находилась в сильной депрессии после операции, очень нуждалась в деньгах и, к тому же, была обижена на ФАА за их вступительные тесты, которые, как она считала, содержали кучу ненужных вопросов. По её словам, после приземления она спрятала деньги в оросительной цистерне рядом с Вудбером. Позже Дэйтон стала утверждать, что её слова были всего лишь шуткой — Форманы пришли к выводу, что она узнала, что срок давности на дело Купера не распространяется. Хотя сами Форманы считали, что она не могла быть Купером (Дэйтон была ниже ростом и имела другой цвет глаз), после её смерти они связались с ФБР и передали им свои наблюдения, но ФБР, с их слов, их отклонила по тем же причинам. Деньги на том месте, где их якобы оставила Дэйтон, найдены не были.

### Джек Коффелт
Джек Коффелт (англ. Jack Coffelt; 1917—1975) — был мошенником, бывшим заключённым и, предположительно, правительственным информатором. Сам же он утверждал, что был также и доверенным лицом Роберта Тодда Линкольна Беквита — последнего бесспорного потомка Авраама Линкольна. Считается, что он был первым, кто публично назвал себя Купером, что произошло спустя год после угона, когда он находился в тюрьме. С его слов, он приземлился недалеко от Маунт-Худ, примерно в 80 км к юго-востоку от Ариэля, но получил травму и потерял при этом деньги за выкуп. С помощью своего бывшего, на тот момент уже вышедшего на свободу, сокамерника Джеймса Брауна Коффелт попытался продать свою историю одной продюсерской компании в Голливуде, чем и привлёк внимание. Появились сообщения, что Коффелта действительно видели в Портленде в день угона, и что, более того, именно в тот период он получил травмы ног.
Поскольку внешне Коффелт действительно походил на фоторобот, то ФБР проверило его показания и в итоге сочло их выдумкой: во-первых, Коффелту было за 50 на момент угона, во-вторых, хотя он и упомянул в своей истории детали, которые не были нигде обнародованы, ФБР заявило, что эта информация сильно отличается от той, которая реально не была обнародована. Джеймс Браун продолжал торговать историей Коффелта ещё долго после его смерти.

### Кеннет Кристиансен
Кеннет Питер Кристиансен (англ. Kenneth Peter Christiansen; 17 октября 1926 — 30 июля 1994) — был интендантом в «Northwest Orient Airlines». Завербовался в армию в 1944 году и прошёл подготовку десантника. Отправился на высадку в 1945 году, но к тому моменту Вторая Мировая война уже закончилась и Кристиансен остался в Японии в составе оккупационных войск, где в конце 1940-х совершал тренировочные прыжки с парашютом. После ухода из армии в 1954 году он пошёл работать механиком в тихоокеанское отделение «Northwest Orient Airlines», где дослужился до стюарда, а после перевёлся интендантом в Сиэтл. Умер от рака в 1994 году.
О «тождестве» впервые заявил его брат Лайл в 2003 году — он увидел по телевизору документалку про угон и заметил, что фоторобот похож на его брата. Кеннет был левшой, аналогично любил курить и пить бурбон и через несколько месяцев после угона купил дом, как показалось Лайлу, за наличные. Со слов Лайла, перед самой смертью в 1994 году Кеннет заявил ему следующее: «Есть кое-что, что ты должен знать, но чего я не могу тебе сказать», Лайл не стал тогда настаивать. После его смерти родственники нашли в его имуществе золотые монеты, ценную коллекцию марок, а также банковские счета, на которых было более 200 000 долларов. Также была обнаружена папка с газетными вырезками «Northwest Orient» — никакой конкретики в самих заметках не было, но первая была датирована серединой 1950-х, когда Кеннет начал работать в данной авиакомпании, а последняя датировалась накануне угона.
Лайл пытался сообщить в ФБР о своих наблюдениях, но там не приняли его заявления. Тогда он попытался заинтересовать своим рассказом режиссёра Нору Эфрон, но и эта попытка не увенчалась успехом, но в то же время привлекла внимание общественности к персоне Кристиансена. Флоренс Шаффнер была в 2007 году предъявлена для опознания его фотография и та подтвердила, что он в целом очень похож на Купера, но утверждать, что это он, на 100 % всё же не смогла (примечательно, что к Тине Маклоу, которая контактировала с Купером гораздо больше, с аналогичной просьбой не обращались). Затем Лайл связался с частным детективом в Нью-Йорке Скиппом Портеусом, который в 2010 году опубликовал книгу с утверждением, что Кеннет Кристиансен был Дэном Купером. Книга вызвала большую огласку и в итоге Кристиансеном заинтересовались сыщики-хакеры, которые в итоге установили, что Кеннет Кристиансен купил дом не за наличные, а в ипотеку (которую погасил только через 17 лет), а 200 000 долларов были получены им в результате продажи около 20 акров земли по 17 тысяч за акр в середине 1990-х.
ФБР официально объявило, что не считает Кеннета Кристиансена потенциальным подозреваемым: во-первых, нет конкретных доказательств его причастности, во-вторых, не совпадает описание внешних данных (хотя Кристиансену было 45 лет на момент угона, он был ниже ростом и легче по весу, чем описывали Купера), в-третьих, Кристиансен имел хорошие навыки парашютиста и, по мнению ФБР, будь он на месте Купера, он бы не решился на такой безрассудный прыжок.

### Линн Купер
Линн Дойл Купер (англ. Lynn Doyle Cooper; 17 сентября 1931 — 30 апреля 1999) — был кожевником и ветераном Корейской войны. При жизни о себе как о Купере не заявлял. О нём заявила в июле 2011 года его племянница Марла Купер. С её слов, когда ей было 8 лет, то она слышала, как Линн и ещё один её дядя задумали нечто (что она описала как «озорное») в доме её бабушки в Систерсе (240 км к юго-востоку от Портленда) за день до угона — причём задуманное включало в себя использование дорогостоящих раций. На следующий день оба дяди ушли, по их словам, охотиться на индейку. Когда они вернулись спустя день, то Линн был в окровавленной рубашке, потому что якобы попал в аварию. Марла также помнила, что хотя Линн не был парашютистом или десантником, но он зачитывался комиксами про Дэна Купера.
На фоторобот, который выпустило ФБР, Линн Купер был не очень похож, но статья в журнале «New York Magazine», где в 2011 году впервые был обнародован фоторобот на основе показаний Роберта Грегори, утверждала, что у Линна Купера были как раз такие же волнистые волосы, как на фотороботе Грегори. ФБР взяло на анализ ремешок от гитары, который в своё время сделал Линн Купер, и объявило, что отпечатки на ремешке не совпадают с отпечатками в самолёте, а также что анализ ДНК Линна Купера не совпадает с образцами ДНК на галстуке, хотя опять же заявило, что нет никакой гарантии, что образцы на галстуке принадлежали именно угонщику.

### Джозеф Лакич
Джозеф С. Лакич (англ. Joseph S. Lakich; 30 сентября 1931 — 4 февраля 2017) — был майором армии США в отставке и ветераном Корейской войны. Под подозрение попал потому, что в период угона работал в Нэшвилле начальником производства на заводе электронных конденсаторов, что могло объяснить наличие на галстуке Купера титановых частиц. Тина Маклоу во время допроса упоминала, что на её вопрос о причинах действий Купер коротко ответил, что действует «не потому, что обижен на их авиакомпанию, а потому что просто обижен». За два месяца до угона дочь Лакича, Сьюзан Гифф, оказалась в заложниках и погибла в результате неудачно проведённых ФБР переговоров. О себе, как о Купере, никогда не заявлял.

### Роберт Лепси
Роберт Ричард Лепси (англ. Robert Richard Lepsy; 26 июля 1936 — пропал без вести 29 октября 1969) — менеджер продуктового магазина в Грэйлинге в штате Мичиган, который таинственно исчез в 1969 году в возрасте 33 лет. Три дня спустя в местном аэропорту была найдена его машина и одновременно выяснилось, что ранее человек, похожий на Лепси, был замечен на борту самолёта, который улетел в Мексику. Власти в конечном итоге пришли к выводу, что Лепси, если это был он, улетел в Мексику добровольно, поэтому расследование было прекращено. Через два года после угона родные Лепси заметили, что фоторобот Купера в целом похож на него, и что описание одежды Купера очень похоже на ту одежду, которую Лепси носил на работе. В 1976 году Лепси был официально признан умершим.
Хотя Роберт Лепси часто упоминается в различных публикациях о Купере, ФБР на данный момент его кандидатуру никак не прокомментировало — в 2011 году одна из дочерей Лепси предоставила ФБР свой образец ДНК для анализа, но результаты экспертизы обнародованы не были.

### Джон Лист
Джон Эмиль Лист (англ. John Emil List; 17 сентября 1925 — 21 марта 2008) — американский массовый убийца. 9 ноября 1971 года с использованием огнестрельного оружия совершил убийство своей матери, жены и троих детей в их доме в Уэстфилде, штат Нью-Джерси, после чего скрылся. Лист был арестован лишь 1 июня 1989 года после выпуска телепередачи «America’s Most Wanted», посвящённого его убийствам. Был признан виновным во всех убийствах и приговорён к пяти пожизненным срокам. Скончался в тюремной больнице от пневмонии.
После ареста Листа ФБР проверяло его на возможность того, что он мог быть Купером, так как Лист пропал за две недели до угона и совпадал возраст. Лист, на допросах признавший вину за убийство семьи, наотрез отвергал какую-либо причастность к Куперу. Поскольку никаких весомых доказательств так найдено и не было, то ФБР официально исключило Листа из списка подозреваемых.

### Ричард Маккой
Ричард Флойд Маккой-младший (англ. Richard Floyd McCoy Jr.; 7 декабря 1942 — 9 ноября 1974) — ветеран армии, который отслужил два срока во Вьетнаме, сначала в качестве подрывника, а затем с Зелёными Беретами в качестве пилота вертолёта. После военной службы он стал уоррент-офицером Национальной гвардии штата Юта и заядлым парашютистом-любителем, стремясь, по его словам, стать государственным патрульным Юты.
Маккой был самым известным кандидатом на роль Купера: 7 апреля 1972 года (через полгода после угона) в Денвере он, под псевдонимом Джеймс Джонсон, сел на самолёт Boeing-727 (который аналогично имел кормовую лестницу) рейса 855 авиакомпании «United Airlines». После взлёта он достал ручную гранату и пистолет (позже выяснилось, что первая была бутафорией, а второй был просто не заряжен), потребовал четыре парашюта и 500 000 долларов. После доставки денег и парашютов в Международный аэропорт Сан-Франциско Маккой приказал поднять самолёт в небо и выпрыгнул с кормового трапа, когда тот пролетал над Прово. При обыске в самолёте нашли рукописную записку с инструкциями по угону и отпечатки Маккоя на журнале, который он читал. Маккоя идентифицировали, когда сравнили почерк записки с его записями, которые он делал на военной службе. 9 апреля Маккой был арестован (из 500 000 долларов при нём были найдены 499 970) и приговорён к 45 годам в Льюисбургской Федеральной тюрьме, откуда он вместе с несколькими сообщниками сбежал 10 августа 1974 года, протаранив ворота тюрьмы захваченным мусоровозом. Спустя три месяца ФБР выследило Маккоя в Верджиния-Бич, где он был убит в перестрелке с агентами.
По причине того, что угон Маккоя совпадал с угоном Купера почти до мельчайших деталей, он был самым потенциальным кандидатом на роль Купера. В 1991 году офицер по условно-досрочному освобождению Берни Родс и бывший агент ФБР Рассел Калейм выпустили книгу «Ди Би Купер: настоящий Маккой» (D.B. Cooper: The Real McCoy), в которой прямо назвали Маккоя Купером. В качестве доказательств они привели слова семьи Маккоя, что галстук и заколка для него похожи на те, которые были у Маккоя, и что сам Маккой на суде не только не признал свою вину за угон, но и отказался сделать какое-либо признание или отрицание того, что он был Купером. Также в книге была цитата-утверждение агента Ника О’Хары, который был тем, кто застрелил Маккоя: он утверждал, что застрелил именно Купера.
Хотя Маккой внешне был похож на фоторобот, ФБР официально исключило Маккоя из списка подозреваемых, потому что он был моложе Купера, и потому что сочло его уровень навыка по прыжкам с парашютом гораздо более высоким, чем тот, которым располагал Купер. Также были обнаружены весомые доказательства того, что в день угона Маккой находился в Лас-Вегасе, а на следующий день отмечал со своей семьёй дома День Благодарения.

### Тэд Мэйфилд
Теодор Эрнест Мэйфилд (англ. Theodore Ernest Mayfield; 5 сентября 1935 — 28 августа 2015) — ветеран спецназа, пилот, парашютист и инструктор по прыжкам с парашютом. В 1994 году был осуждён за убийство по неосторожности после того, как два его ученика погибли, когда их парашюты не раскрылись из-за неисправностей в снаряжении. Позже он был признан косвенно виновным за смерть ещё 13 человек по тем же причинам. Его криминальное прошлое также включало вооружённое ограбление и перевозку угнанных самолётов. В 2010 году он был приговорён к трём годам условно за пилотирование самолёта с недействующей лицензией пилота. По словам агента ФБР Ральфа Химмельсбаха, кандидатура Мэйфилда рассматривалась ещё в самом начале расследования, но была исключена из-за его алиби: менее чем через два часа после приземления самолёта в Рино он позвонил Химмельсбаху, чтобы дать ему консультацию относительно стандартных методов прыжков с парашютом и возможных зон посадки Купера — по мнению Химмельсбаха, будь Мэйфилд Купером и переживи он приземление, за два часа он бы не успел добраться до ближайшего телефона.
В 2006 году два исследователя-любителя Дэниел Дворак и Мэтью Майерс выставили кандидатуру Мэйфилда в качестве подозреваемого, утверждая, что они собрали убедительные, но косвенные доказательства. В первую очередь они предположили, что Мэйфилд звонил Химмельсбаху только для того, чтобы иметь подтверждённое алиби и оспорили заявление Химмельсбаха, что Мэйфилд не смог бы позвонить менее чем через два часа. Сам Мэйфилд отрицал какую-либо причастность и сделал странное заявление, сказав, что ФБР звонило ему пять раз ещё тогда, когда самолёт был в воздухе — пара мигом обратила на это внимание, потому что Химмельсбах утверждал, что в тот день ФБР не звонило Мэйфилду. Тогда Мэйфилд публично заявил, что Дворак и Майерс попросили его подыграть их теории, на что пара среагировала ответным заявлением, назвав это «публичной ложью». ФБР не давало никаких комментариев, кроме первоначального заявления Химмельсбаха о том, что Мэйфилд был исключен в качестве подозреваемого в самом начале расследования.

### Шеридан Питерсон
Шеридан Питерсон Второй (англ. Sheridan Peterson II; 2 мая 1926 — 8 января 2021) — ветеран Второй мировой войны, где служил морпехом. В поле зрения следователей он попал очень скоро после угона, потому что был более чем потенциальным подозреваемым: в тот момент он работал техническим редактором в сиэтлском отделении компании «Boeing»; совпадали описания внешности и возраст (однако разнился цвет глаз); у Шеридана был опыт в пожарном десантировании; его друзья и собственная жена признали, что подобная затея была вполне в его духе.
Питерсон категорически отрицал свою причастность к Куперу и утверждал, что в день угона был в Непале. В то же время он признавал и свою схожесть с фотороботом, и доводы, из-за которых его подозревали, поэтому до конца жизни охотно давал интервью на эту тему. Вне работы Питерсон был политическим активистом и оказывал помощь беженцам войны во Вьетнаме. В то же время, как подозреваемый на роль Купера, Питерсон был крайне непопулярен и его имя редко упоминалось в сопутствующих материалах.
Не имея каких-либо полноценных улик против Питерсона, ФБР очень скоро оставило его в покое и вспомнило о нём после того, как с галстука были извлечены образцы ДНК. Питерсон дал образец своего ДНК для сравнения, однако ФБР не стало оглашать результаты.

### Роберт Рэкстроу
Роберт Уэсли Рэкстроу-старший (англ. Robert Wesley Rackstraw Sr.; 1943 — 9 июля 2019) — пилот в отставке и бывший заключённый, который служил в армейском вертолётном экипаже и других подразделениях во время Вьетнамской войны. В поле зрения агентов ФБР, которые занимались делом Купера, он попал в феврале 1978 года, после того как был арестован в Иране и депортирован в США, где ему предъявили обвинения в хранении взрывчатых веществ и подделке чеков. Несколько месяцев спустя, будучи освобождённым под залог, Рэкстроу попытался инсценировать собственную смерть, передав по радио ложный сигнал бедствия и сообщив диспетчерам, что он готовится выпрыгнуть из арендованного самолёта над заливом Монтерей. Позже полиция арестовала его в Фуллертоне по дополнительному обвинению в подделке федеральных сертификатов пилотов; арендованный самолёт, из которого он якобы выпрыгнул, был найден, будучи перекрашенным, там же в ближайшем ангаре.
Хотя Рэкстроу был похож на фоторобот Купера и имел хорошую парашютную подготовку, ФБР исключило его из списка подозреваемых из-за возраста (ему было всего 28 лет на момент угона) и отсутствия прямых доказательств. Как о потенциальном подозреваемом о Рэкстроу впервые заговорили в 2016 году, когда Томас Кольбер выпустил книгу «The Last Master Outlaw», в которой назвал Рэкстроу Купером. В сентябре того же года (через два месяца после того, как ФБР официально приостановило расследование) он и адвокат Марк Заид подали иск, чтобы заставить ФБР представить общественности материалы о Купере в соответствии с Законом о свободе информации. В иске оба заявили, что ФБР приостановило активное расследование дела «для того, чтобы подорвать теорию о том, что Рэкстроу является Купером, дабы избежать неловкости из-за того, что Бюро не смогло собрать достаточных доказательств для того, чтобы привлечь его к ответственности». ФБР комментировать всё это отказалось, а адвокат Рэкстроу назвал все эти обвинения «самой глупой вещью в мире». Однако вокруг персоны Рэкстроу сложилась отрицательная шумиха и он потерял работу. В 2017 году, за два года до смерти, Рэкстроу сделал признание, что он действительно назвал себя Дэном Купером в разговоре с Кольбером, но утверждал, что это была просто шутка.
Сообщается, что одной из стюардесс рейса 305 (Маклоу или Шаффнер, это не было афишировано) предъявили для опознания фотографии Рэкстроу, сделанные в 1970-х годах, и она не нашла в них никакого сходства с Купером.

### Уолтер Река
Уолтер Ричард Река (англ. Walter Richard Reca; 20 сентября 1933 — 17 февраля 2014), при рождении Уолтер Пека (англ. Walter Richard Peca) — военный ветеран и член Мичиганской парашютной команды. 17 мая 2018 года, через четыре года после его смерти, его друг Карл Лаурин, сам бывший парашютист и пилот коммерческой авиакомпании, на специально созванной пресс-конференции назвал Река Купером. В качестве доказательства он предъявил трёхчасовые аудиозаписи их с Река телефонного разговора, сделанные в течение шести недель в 2008 году, где тот признался, что он Дэн Купер и описывал подробности угона, многие из которых до этого обнародованы не были. Все записи велись с согласия Река, который передал Лаурину нотариально заверенное письмо, с разрешением тому обнародовать записи только после его смерти.
Согласно письму, Река приземлился недалеко от Кли-Элама в штате Вашингтон. Бредя под дождём по обочине дороги, он в конечном итоге набрёл на придорожное кафе, где познакомился с неким мужчиной, которого описал как «ковбой», и попросил того описать дорогу до кафе его некому другу, которому он позвонил по телефону-автомату. Основываясь на описании пейзажа, который Река якобы видел во время приземления, внутренней обстановки кафе и внешности «ковбоя», Лаурин принялся искать последнего и в конечном итоге нашёл: им оказался местный житель Кли-Элама Джефф Осиадач, который в ночь на 24 ноября ехал на своём самосвале выступать на концерте в Грейндж-Холл. Ещё до встречи в кафе он заметил бредущего под дождём по обочине мужчину и посчитал, что тот попал в аварию и теперь идёт за помощью, но он не смог его посадить к себе, поскольку в кабине не было свободного места, и поэтому поехал дальше. Его рассказ о дальнейшей встрече с этим человеком в кафе совпадал с показаниями Река. Когда Осиадачу предъявили фотографии Река, он якобы уверенно заявил, что этот именно тот самый человек. В то же время он заявил, что на фотороботы Купера Река не был тогда похож совершенно.
В 2016 году Лаурин передал всю информацию судебному лингвисту Джо Кенигу, который по его собственным словам, не нашёл в ней никаких следов фальсификации и никаких нестыковок с данными ФБР. На основании этого в 2018 году он публично назвал Уолтера Река Дэном Купером.
ФБР на данный момент кандидатуру Река никак не прокомментировало.

### Уильям Смит
Уильям Дж. Смит (англ. William J. Smith; 5 апреля 1928 — 23 января 2018) — ветеран Военно-Морского Флота Второй Мировой Войны. После окончания школы он поступил на службу в Военно-Морской Флот и вызвался добровольцем для боевой подготовки лётного состава, сославшись на своё желание летать. После армии он работал на железной дороге Лихай-Вэлли и в 1970 году пострадал, когда обанкротилась отвечающая за неё транспортная компания Пенн-Централ, из-за чего Смит лишился пенсии.
О себе как о Купере никогда не заявлял. Спустя 11 месяцев после его смерти, в ноябре 2018 года, газета «The Oregonian» выпустила статью, рассказывающую о наблюдениях некого аналитика армии США, на основании которых тот пришёл к выводу, что Смит может быть Купером: он явно мог иметь большие познания о самолётах и парашютах, благодаря службе в морской авиации; хотя нет данных, что Смит когда-либо жил рядом со Сиэтлом и знал его окрестности, он мог узнать о Сиэтле от своего коллеги Дэна Клера, с которым какое-то время работал на верфи Оук-Айленд в Нью-Джерси (Клер во время войны служил в Форт-Льюисе); то, что Смит, работая на железной дороге, возился с локомотивами, могло объяснить появление на галстуке Купера следов алюминия; был найден школьный ежегодник Смита, в котором в числе выпускников, которые погибли во время войны, значился некий Айра Дэниэл Купер; мотивом Смита могла быть вышеупомянутая потеря пенсии.
ФБР о кандидатуре Смита заявило, что в случае с потенциальными подозреваемыми оно считает крайне неуместным давать пока какие-либо комментарии.

### Дуэйн Уэббер
Дуэйн Л. Уэббер (англ. Duane L. Weber; умер в 1995 году) — ветеран Второй мировой войны, который в период с 1945 по 1968 годы отбывал срок по меньшей мере в шести тюрьмах за кражу со взломом и подделку документов. О себе, как о Купере, публично не заявлял: со слов его вдовы, он за три дня до смерти сказал ей, что он Дэн Купер. На тот момент женщине это имя ни о чём не говорило, лишь спустя несколько месяцев после смерти мужа её друг рассказал ей историю угона. Тогда она отправилась в местную библиотеку, чтобы почитать про Купера, и нашла книгу Макса Гюнтера «D.B. Cooper: What Really Happened». Когда она её раскрыла, то обнаружила на полях многочисленные заметки, сделанные почерком, который, по её словам, был аналогичен почерку мужа.
Другие косвенные доказательства, с её же слов, включали следующее: Уэббер любил пить бурбон; Уэббер имел старую травму колена, которую, как он её объяснил, он получил «прыгая с самолёта»; один раз она слышала, как Уэббер разговаривал во сне и упомянул что-то про отпечатки на «кормовой лестнице»; в ноябре 1979 года они съездили на реку Колумбия и Уэббер в какой-то момент совершил там одиночную прогулку в районе пляжа Тина-Бар — через четыре месяца Брайан Ингрэм нашёл там пакеты с деньгами.
В июле 1998 года ФБР официально исключило Уэббера из списка потенциальных подозреваемых: не было найдено прямых доказательств и не совпали отпечатки пальцев. Проведённая позже экспертиза ДНК тоже дала отрицательный результат.